# Alophopimpla kluia
Alophopimpla kluia är en stekelart som beskrevs av Ian D. Gauld 1984. Alophopimpla kluia ingår i släktet Alophopimpla och familjen brokparasitsteklar. Inga underarter finns listade i Catalogue of Life.